# Joe Bambrick
Joseph Gardiner Absolom "Joe" Bambrick, (3 de novembre de 1905 - 13 d'octubre de 1983) fou un futbolista nord-irlandès de la dècada de 1930.

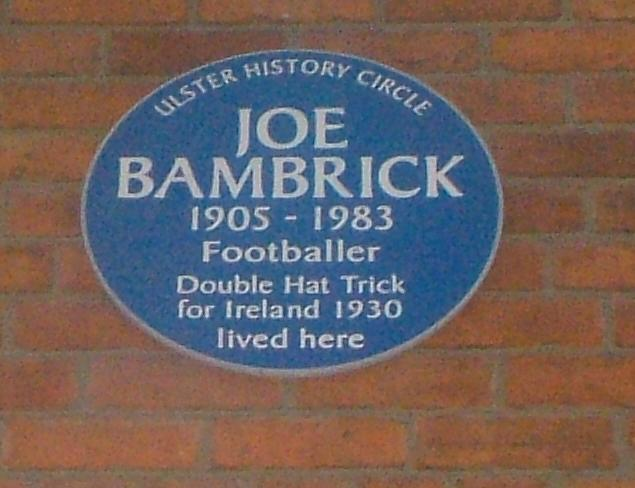
Placa sobre Joe Bambrick a la seva casa a Roden Street, Belfast.

Fou internacional amb la selecció d'Irlanda unificada. Pel que fa a clubs, defensà els colors de Chelsea, Walsall, Glentoran, i Linfield.